# David Seymour
David Seymour, também conhecido pelo pseudônimo de Chim, (20 de novembro de 1911 – 10 de novembro de 1956) foi um fotojornalista polonês radicado nos Estados Unidos.

## Biografia
Nasceu Dawid Szymin em Warsaw. Passou a interessar-se pela fotografia quando estudava em Paris. Começou a trabalhar como jornalista free-lancer em 1933.
Sua cobertura da Guerra Civil Espanhola, Checoslováquia e outros eventos europeus estabeleceu a sua reputação. Ele ficou particularmente conhecido pelo trato intenso que dava às pessoas retratadas em suas fotos, especialmente as crianças. Em 1939, documentou a viagem dos refugiados legalistas espanhóis para o México e estava em Nova York, quando a Segunda Guerra Mundial eclodiu. Em 1940 ele se alistou no Exército dos Estados Unidos, servindo na Europa como um intérprete e fotógrafo durante a guerra. Tornou-se um cidadão naturalizado dos Estados Unidos em 1942, mesmo ano em que seus pais foram mortos pelos nazistas. Após a guerra, ele retornou à Europa para documentar a situação das crianças refugiadas para a recém-formada UNICEF.
Em 1947, Chim co-fundou a Agência Magnum de fotografia, juntamente com Robert Capa e Henri Cartier-Bresson, seus amigos que ele havia conhecido em Paris nos anos 1930. A fama de Chim por causa de suas fotos atraentes mostrando órfãos de guerra foi complementada por seu trabalho posterior no qual ele fotografou celebridades de Hollywood como Sophia Loren, Kirk Douglas, Ingrid Bergman e Joan Collins.
Após a morte de Robert Capa, em 1954, Chim se tornou presidente da Magnum Photos. Ocupou o cargo até 10 de novembro de 1956, quando ele foi metralhado (junto com o fotógrafo francês Jean Roy) por soldados egípcios, enquanto cobria o armistício da Guerra do Suez  em 1956.